# Ремез-гилія
Ремез-гилія (Pholidornis rushiae) — вид горобцеподібних птахів родини Hyliidae.

## Поширення
Вид поширений в Західній та Центральній Африці від Гвінеї до Уганди та Анголи. Мешкає у тропічних та субтропічних лісах.

## Опис
Один з найменших птахів Африки. Тіло завдовжки 7,5-8 см, вага — 4,6 — 5,9 г. Груди світло-вохристі, голова зверху коричнева. Нижня частина грудей яскраво-жовтого забарвлення. Ноги яскраво-помаранчеві.